# Ван Дим, Майк
Майк ван Дим (нидерл. Mike van Diem, род. 12 января 1959, Нидерланды) — нидерландский режиссёр и сценарист. Обладатель премии «Оскар» за фильм «Характер» в номинации лучший фильм на иностранном языке.

## Биография
Изучал нидерландский язык и литературу в университете и там же руководил студенческим театром. В 1987 году поступил в Академию кино и телевидения Нидерландов. Его выпускной фильм «Аляска» получил престижный приз «Золотой телёнок».
В настоящее время снимает рекламные ролики.

## Избранная фильмография
- «Аляска» (1989; Alaska) — «Золотой телёнок» в номинации Лучший короткометражный фильм (1989).
- «Характер» (1997; Karakter) — премия Оскар в номинации Лучший фильм на иностранном языке (1998), гран-при кинофестиваля в Париже.
- «Сюрприз» (2015; De surprise)
- «Тюльпаны: Любовь, честь и велосипед» (2017; Tulipani: Liefde, Eer en een Fiets )